# 22-20s
22-20s（トゥエンティトゥ・トゥエンティズ）は、イギリス・リンカンシャー出身のブルースロック・バンド。
2002年結成。EMI傘下のヘヴンリー・レコードと契約し、2003年にシングル「サッチ・ア・フール」でデビュー。バンドは2006年に一度解散したが、2008年に再結成。2010年、セカンド・アルバム『シェイク/シヴァ/モウン』を、日本ではよしもとアール・アンド・シーから、アメリカ合衆国ではATOレコードのサブレーベルであるTBDレコードから発表した。
2013年、バンドの公式Facebookを通じて再び解散したことを発表。
2019年から2020年にかけて、バンドの公式Facebookページが更新されてロゴが追加され、再活動のためのレコーディングやツアーの準備が行われていることをフロントマンのマーティン・トリンブルが発表していたが立ち消えになっている。

## ディスコグラフィ

### スタジオ・アルバム
- 『22-20s』 - 22-20s (2004年)
- 『シェイク/シヴァ/モウン』 - Shake/Shiver/Moan (2010年)
- 『ゴット・イット・イフ・ユー・ウォント・イット』 - Got It If You Want It (2012年)

#### ライブ・アルバム
- 『live in japan』 - Live in Japan (2005年) ※2004年11月、渋谷CLUB QUATTROにて収録

#### コンピレーション・アルバム
- 『レイテスト・アウトテイクス』 - Latest Outtakes (2010年) ※『シェイク / シヴァ / モウン』セッションからのアウトテイク集

### EP
- 『05/03』 - 05/03 (2003年) ※6曲入りのライヴEP
- Latest Heartbreak Live EP (2010年) ※4曲入りライブEP。再結成後初のリリースで、ダウンロードのみ

### シングル
- "Such a Fool" / "Baby, You're Not In Love" (2003年)
- 「ホワイ・ドント・ユー・ドゥ・イット・フォー・ミー?」 - "Why Don't You Do It For Me?" (2004年)
- "Shoot Your Gun" (2004年)
- 「22デイズ」 - "22 Days" (2004年)